# Frans Krassenburg
Frans Krassenburg (* 28. února 1944, Haag, Nizozemsko) byl původní zpěvák nizozemské rockové skupiny The Golden Earrings. Po jeho odchodu ho nahradil Barry Hay, který ve skupině působí dodnes.